# 吉弥侯横刀
吉弥侯 横刀（きみこ の たち、生没年不詳）は、奈良時代後半の貴族。氏姓は吉弥侯のち下毛野朝臣。官位は従五位下・上野介。

## 経歴
光仁朝の宝亀10年（779年）正月に従六位下から四階昇進して外従五位下に叙せられ、同年9月近衛将監に任じられた。
桓武朝の延暦2年（783年）正月に精勤を認められて右兵衛佐・紀木津魚らとともに昇叙され、横刀は内位の従五位下に叙せられた。同年2月に上野介として地方官に遷り、3月には一族の夜須麻呂と共に吉弥侯から下毛野朝臣に改姓している。

## 官歴
『続日本紀』による。
- 時期不詳：従六位下
- 宝亀10年（779年）正月13日：外従五位下。9月4日：近衛将監
- 延暦2年（783年）正月20日：従五位下（内位）。2月25日：上野介。3月21日：吉弥侯[1]から下毛野朝臣に改姓